# Julian Barratt

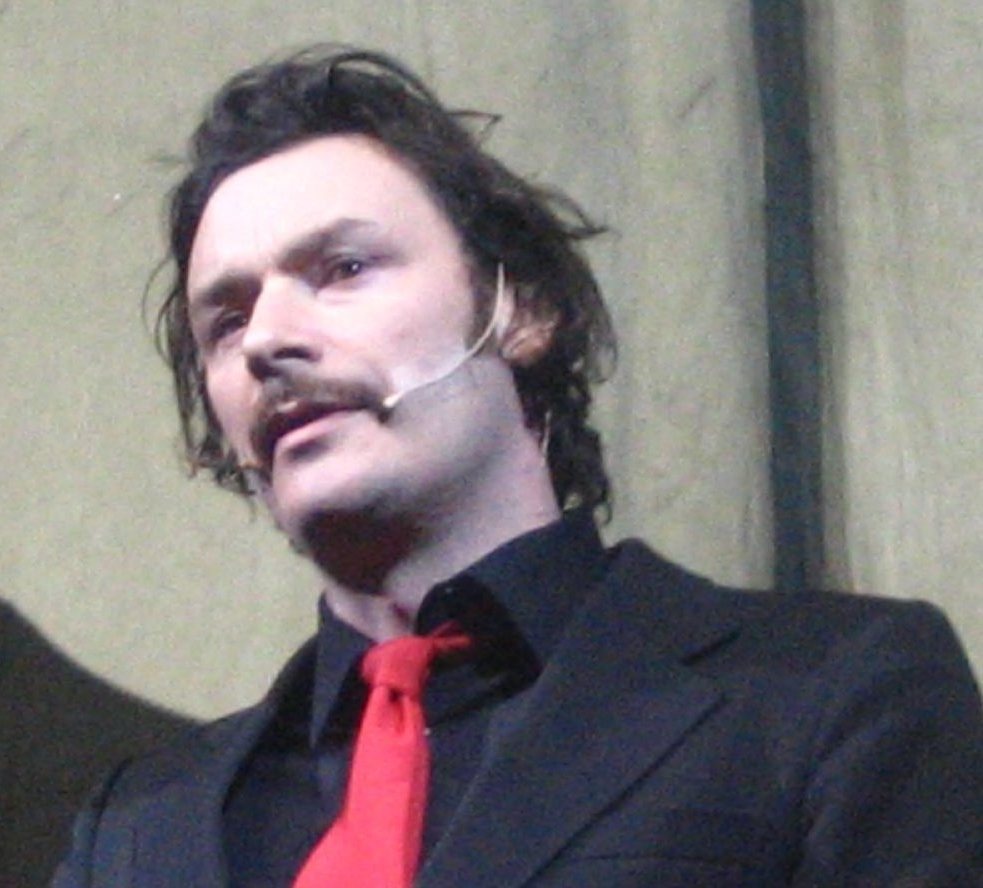
Julian Barratt, 2006

Julian Barratt (* 4. Mai 1968 in Leeds) ist ein britischer Comedian, Schauspieler und Musiker.

## The Mighty Boosh
Barratt gründete 1998 gemeinsam mit Noel Fielding die Comedy-Gruppe The Mighty Boosh. Mit ihren Figuren Vince Noir (Fielding) und Howard Moon (Barratt), die sie in mehreren Theaterstücken, Hörspielen und einer gleichnamigen Fernsehserie spielten, erlangten die beiden Komiker, Schauspieler und Autoren Bekanntheit und Kultstatus. Die beiden lernten sich bei einem von Barratts ersten Auftritten kennen.

## Andere Medienauftritte
Abgesehen von der Serie The Mighty Boosh hat Barratt auch Auftritte in anderen Fernsehproduktionen, oft von dem Sender Channel 4, etwa Nathan Barley, AD/BC: A Rock Opera oder Garth Marenghi's Darkplace. Er spielte weiterhin an der Seite von Simon Pegg in der britischen Comedy-Serie Asylum. 2013 spielte er eine der Hauptrollen in Ben Wheatleys Historienthriller A Field in England.
Julian Barratt betätigt sich außerdem als Theaterregisseur, so auch bei seinem schwarzhumorigen Bühnenstück Curtains.

## Persönliches
Barratt ist ein ausgebildeter und vielseitiger Musiker. Er bezeichnet sich selber als fanatischen Jazz-Musiker und spielte in den 1990ern in einer Band namens Groove Solution. Barratt hat zudem zusammen mit Chris Corner in dessen Soloprojekt IAMX gespielt. Er komponiert die komplette Musik für The Mighty Boosh.
Ähnlich wie sein Seriencharakter bevorzugt es Barratt zu Hause zu bleiben und ein Buch zu lesen, statt in die Öffentlichkeit zu gehen. Zurzeit ist er mit der Komikerin Julia Davis liiert.

## Filmografie (Auswahl)
Schauspieler / Fernsehauftritte
- 1996: Asylum - Victor / Julian
- 1998: The Transponder - Rabbi Ginsberg
- 1998: The Mighty Boosh Live – Howard Moon
- 1999: Arctic Boosh Live – Howard Moon
- 2000: Autoboosh Live – Howard Moon
- 2000: Sweet (film) — Stitch
- 2000: Melbourne International Comedy Festival Gala (TV) — Himself
- 2001: Melbourne International Comedy Festival Gala (TV) — Himself
- 2001: Lucky Break — Paul Dean
- 2002: Surrealissimo: The Trial of Salvador Dali – Rosey
- 2003: The Principles of Lust — Phillip
- 2003: The Reckoning— Gravedigger
- 2003: How to Tell when a Relationship is Over — Him
- 2003-07: The Mighty Boosh – Howard Moon
- 2004: AD/BC: A Rock Opera – Tony Iscariot
- 2004: Garth Marenghi's Darkplace – The Padre
- 2005: Nathan Barley – Dan Ashcroft
- 2006: The Mighty Boosh Live – Howard Moon
- 2008: Curtains- Regisseur, Drehbuchautor
- 2009: Bunny and the Bull
- 2009: How Not to Live Your Life – Jackson
- 2012: Treasure Island – Thomas Redruth Miniseries
- 2013: Being Human – Larry Chrysler
- 2013: The Harry Hill Movie – Conch
- 2013: A Field in England – Commander Trower
- 2017: Mindhorn – Richard Thorncroft
- 2021: Die wundersame Welt des Louis Wain (The Electrical Life of Louis Wain)
- 2024: Knuckles

## Awards
- 2009: The Mighty Boosh won Best TV Show at the Shockwaves NME Awards 2009.
- 2008: The Mighty Boosh won Best TV Show at the Shockwaves NME Awards 2008.
- 2007: The Mighty Boosh won Best TV Show the Shockwaves NME Awards 2007
- 2001: The Boosh, first on London Live, then on Radio 4.
- 2000: Arctic Boosh won the Barry Award at the Melbourne International Comedy Festival
- 1999: Perrier nominee with Noel Fielding as Arctic Boosh
- 1998: Perrier Best Newcomer winner with Noel Fielding as the double act The Mighty Boosh
- 1995: Winner of BBC New Comedy Awards